# Brzóski Stare
Brzóski Stare (do 31 grudnia 2002 Stare Brzóski) – wieś w Polsce położona w województwie podlaskim, w powiecie wysokomazowieckim, w gminie Wysokie Mazowieckie.
W latach 1954–1959 wieś należała i była siedzibą władz gromady Brzóski Stare, po jej zniesieniu w gromadzie Brzóski-Gromki. W latach 1975–1998 miejscowość administracyjnie należała do województwa łomżyńskiego.
Wierni kościoła rzymskokatolickiego należą do parafii św. Apostołów Piotra i Pawła w Wysokiem Mazowieckiem.

## Historia
W dokumencie z 1493 roku tyczącym się kościoła w Długiej Dąbrowie został wymieniony dziedzic wsi szlacheckiej Brzóski który to miał przynależeć do nowo powstałej parafii.
W końcu XVI wieku istniały w tym terenie tylko jedne Brzóski (Brzoski), chociaż wtedy były one już bardzo dużą wioską. Dane z 1580 roku mówią o mniejscowości liczącej 4 włóki osiadłych przez chłopów i 4 włókach użytkowanych przez szlachtę. Wszyscy nosili nazwisko Brzoska. Z czasem z uwagi na powstanie nowych osiedli, pierwotną siedzibę nazwano Brzóskami Starymi.
W latach 1662–1674 parafię w Wysokiem Mazowieckiem tworzyły m.in. Brzózki Gawrony (Stare).
Słownik geograficzny Królestwa Polskiego podaje nazwę miejscowości jako Brzozki-Gawrony.
W pobliżu położonych jest kilka innych wsi o nazwie Brzóski, różniących się drugim członem nazwy. W XIX w. wsie tworzyły okolicę szlachecką Brzóski. W jej obrębie znajdowały się: Brzóski-Gromki, Brzóski-Falki, Brzóski-Tatary, Brzóski-Gawrony i Brzóski-Brzezińskie. Zygmunt Gloger wymienia również Brzóski-Jakubowięta, Brzóski-Markowięta, Brzóski-Stanisławięta. Dwie ostatnie wioski zmieniły nazwę na Brzóski-Markowizna i Brzóski-Stankowizna. Okolica ta była gniazdem rodu Brzosków.
W roku 1805 Brzóski Stare liczyły 31 domów. W dokumencie z grudnia 1822 roku znajdującym się w Archiwum Państwowym w Białymstoku, który tyczy się funduszu kościoła w Wysokiem Mazowieckiem jest wymieniona dziesięcina ze wsi Brzosk Starych i Gawronow -15 kop żyta i 15 kop owsa.

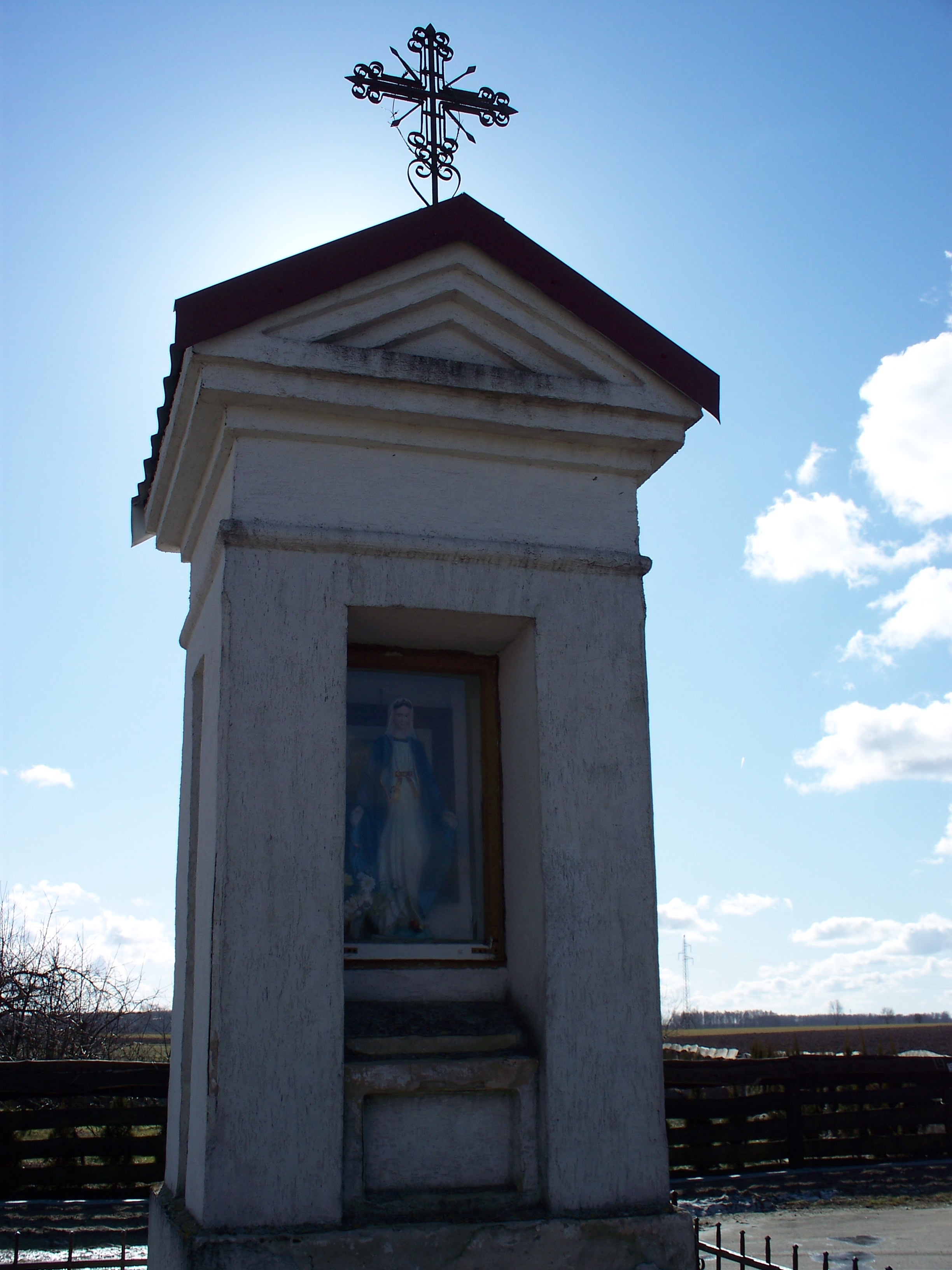
Kapliczka MB Niepokalanej

W roku 1827 wieś liczyła 33 domy i 209. mieszkańców. Pod koniec wieku XIX należała do powiatu mazowieckiego, gmina i parafia Wysokie Mazowieckie.
W roku 1861 było tu 35 dymów. Miejscowość ta w roku 1866 wchodziła w skład gminy Srzednica.
W roku 1921 w Brzoskach Starych naliczono 35 budynków z przeznaczeniem mieszkalnym i 228. mieszkańców (117. mężczyzn i 111 kobiet). Narodowość polską podało 224. mieszkańców, a 4. inną.
1 stycznia 2003 nastąpiła zmiana nazwy wsi ze Stare Brzóski na Brzóski Stare.

## Obiektyzabytkowe
- cmentarz wojenny z okresu I wojny światowej[18].